# Systoechus badipennis
Systoechus badipennis är en tvåvingeart som beskrevs av Hesse 1938. Systoechus badipennis ingår i släktet Systoechus och familjen svävflugor. Inga underarter finns listade i Catalogue of Life.